# Список депутатов Меджлиса Туркменистана III созыва
Список депутатов избранных на Меджлис Туркменистана III созыва на выборах 2004 года. Все места в парламенте заняла Демократическая партия
| ФИО                                    | предыдущая должность | административная единица                                                | избирательный округ                                                                     |
| -------------------------------------- | --- | ----------------------------------------------------------------------- | --------------------------------------------------------------------------------------- |
| Абилов Муратнияз Язмухаммедович        | секретарь комитета Демократической партии Туркменистана Ахалского велаята                                                     | город Ашхабад.                                                          | От Какинского избирательного округа № 11 Ахалского велаята.                             |
| Аллалыев Гелдимырат Сапармырадович     | главный врач Марыйского велаятского многопрофильного госпиталя                                                                | генгешлик Мюлкбагши Марыйского этрапа Марыйского велаята.               | От Пешаналыйского избирательного округа № 41 Марыйского велаята.                        |
| Алланазаров Аннамурад Овлякулиевич     | главный врач Гарагумского этрапского госпиталя                                                                                | генгешлик Ягтыел Гарагумского этрапа Марыйского велаята.                | От Мервского избирательного округа № 47 Марыйского велаята.                             |
| Аллеков Гарлыбай                       | заведующий отделом сельского хозяйства хякимлика Болдумсазского этрапа                                                        | генгешлик 10 йыл Абаданлык Болдумсазского этрапа Дашогузского велаята.  | От Болдумсазского избирательного округа № 26 Дашогузского велаята.                      |
| Аманназарова Акчагуль Худайкулиевна    | заместитель хякима Кенеургенчского этрапа                                                                                     | генгешлик Берекет Кенеургенчского этрапа Дашогузского велаята.          | От Кенеургенчского избирательного округа № 27 Дашогузского велаята.                     |
| Амандурдыева Гунча Бабаджановна        | начальник 4-го кокономотального цеха Туркменабатского шёлкового производственного объединения                                 | город Туркменабат Лебапского велаята.                                   | От избирательного округа Героя Туркменистана Гурбансолтан эдже № 30 Лебапского велаята. |
| Аманова Биби Дурдыевна                 | член Комитета Меджлиса Туркменистана по работе с Генгешами                                                                    | город Ашхабад.                                                          | От Туркменгалынского избирательного округа № 48 Марыйского велаята.                     |
| Аннакурбанов Бяшим Дурдыевич           | начальник управления социального обеспечения Марыйского велаята                                                               | генгешлик Ватан Марыйского этрапа Марыйского велаята.                   | От Шапакского избирательного округа № 40 Марыйского велаята.                            |
| Атаев Нурберды Какаджанович            | член Комитета Меджлиса Туркменистана по экономике и социальной политике                                                       | город Ашхабад.                                                          | От Елотенского избирательного округа № 49 Марыйского велаята.                           |
| Атаев Овезгельды                       | Председатель Меджлиса Туркменистана                                                                                           | город Ашхабад.                                                          | От Эневского избирательного округа № 10 Ахалского велаята.                              |
| Атаджиков, Аманнияз                    | начальник производственного объединения "Дашогузсувходжалык" Дашогузского велаята                                             | посёлок Героглы этрапа Героглы Дашогузского велаята.                    | От Дашогузского избирательного округа № 19 Дашогузского велаята.                        |
| Атадурдыев Гурбанберды                 | начальник главного управления экономики и финансов города Ашхабада                                                            | город Ашхабад.                                                          | От избирательного округа Битараплык № 6 города Ашхабада.                                |
| Бабаев Баймурат Атанаевич              | член Комитета Меджлиса Туркменистана по науке образованию и культуре                                                          | город Ашхабад.                                                          | От Достлукского избирательного округа № 21 Дашогузского велаята.                        |
| Бабаев Касымгулы Гулмырадович          | декан факультета права и международных отношений Туркменского государственного университета имени Магтымгулы                  | посёлок Энев этрапа Ак Бугдай Ахалского велаята.                        | От избирательного округа Магтымгулы № 4 города Ашхабада.                                |
| Бабаков Рахымберды Ходжаевич           | управляющий филиалом Государственного коммерческого банка Туркменистана "Дайханбанк" Векильбазарского этрапа                  | генгешлик Мюлкбукри Векильбазарского этрапа Марыйского велаята.         | От Векильбазарского избирательного округа № 42 Марыйского велаята.                      |
| Байханов Аннахал                       | преподаватель туркменского языка и литературы средней школы № 3 Бабадайханского этрапа                                        | генгешлик Аквекил Бабадайханского этрапа Ахалского велаята.             | От Бабадайханского избирательного округа № 13 Ахалского велаята.                        |
| Гараджаев Реджепдурды Баллыевич        | председатель дайханского объединения "Гушгы" Серхетабатского этрапа, арчин Генгеша генгешлика Ахал                            | генгешлик Ахал Серхетабатского этрапа Марыйского велаята.               | От Пендийского избирательного округа № 50 Марыйского велаята.                           |
| Гараклыев Реджепмаммет                 | секретарь комитета Демократической партии Туркменистана Балканского велаята                                                   | город Балканабат Балканского велаята.                                   | От Балканского избирательного округа № 15 Балканского велаята.                          |
| Гурбангулыев Оразгельди                | начальник Государственной налоговой службы города Ашхабада                                                                    | город Ашхабад.                                                          | От Копетдагского избирательного округа № 2 города Ашхабада.                             |
| Гурбанмурадов Довлет Ходжакулиевич     | управляющий Магданлынским филиалом Государственного коммерческого банка Туркменистана "Туркменбаши"                           | город Магданлы Лебапского велаята.                                      | От Койтендагского избирательного округа № 38 Лебапского велаята.                        |
| Гурбанов Довлетмурат Мухамметмурадович | главный специалист экономического отдела хякимлика Мургабского этрапа                                                         | генгешлик Сугты Мургабского этрапа Марыйского велаята.                  | От Мургабского избирательного округа № 45 Марыйского велаята.                           |
| Гочмедов Аразгелди                     | генеральный директор производственного объединения "Дашогузэнерго"                                                            | город Дашогуз Дашогузского велаята.                                     | От Шабатского избирательного округа № 20 Дашогузского велаята.                          |
| Джораев Какаджан Борджакович           | директор производственного объединения "Шахерйылылык" города Туркменабата                                                     | город Туркменабат Лебапского велаята.                                   | От избирательного округа Героя Туркменистана Атамурата Ниязова № 29 Лебапского велаята. |
| Джумаев Джума Бяшимович                | следователь следственного отдела Министерства национальной безопасности Туркменистана                                         | город Ашхабад.                                                          | От Сердарского избирательного округа № 18 Балканского велаята.                          |
| Джумаев Сапаргельды Агамаммедович      | начальник Фарабской нефтеразведочной экспедиции треста "Туркменнефтегазразведка" Государственной корпорации "Туркменгеология" | город Туркменабат Лебапского велаята.                                   | От Фарабского избирательного округа № 31 Лебапского велаята.                            |
| Игамбердиев Недиркул Рахманович        | секретарь комитета Демократической партии Туркменистана этрапа Атамурат                                                       | город Атамурат Лебапского велаята.                                      | От избирательного округа Атамурат № 36 Лебапского этрапа.                               |
| Ильясов Какабай                        | председатель Комитета Меджлиса Туркменистана по науке образованию и культуре                                                  | город Ашхабад.                                                          | От Рухабатского избирательного округа № 9 Ахалского велаята.                            |
| Каррыев Мурат Баймухаммедович          | председатель Комитета Меджлиса Туркменистана по законодательству                                                              | город Ашхабад.                                                          | От Ниязовского избирательного округа № 1 города Ашхабада.                               |
| Курбанназарова Яздурсун                | член Комитета Меджлиса Туркменистана по экономике и социальной политике                                                       | город Ашхабад.                                                          | От Бахарлыйского избирательного округа № 7 Ахалского велаята.                           |
| Курбанов Нурмухаммет                   | член Комитета Меджлиса Туркменистана по законодательству                                                                      | город Ашхабад.                                                          | От Айбовурского избирательного округа № 28 Дашогузского велаята.                        |
| Михайлов Виктор Александрович          | председатель Комитета Меджлиса Туркменистана по экономике и социальной политике                                               | город Ашхабад.                                                          | От Туркменбашинского избирательного округа № 16 Балканского велаята.                    |
| Муртазакулов Худайберен Шерапович      | главный архитектор хякимлика этрапа имени Бейик Туркменбаши                                                                   | посёлок Амударья этрапа имени Бейик Туркменбаши Лебапского велаята.     | От Ходжамбазского избирательного округа № 36 Лебапского велаята.                        |
| Мусаев Онджик                          | первый секретарь Политического совета Демократической партии Туркменистана                                                    | город Ашхабад.                                                          | От Машат-Миссерианского избирательного округа № 17 Балканского велаята.                 |
| Мухаммедов Бегенчмурад                 | заместитель управляющего трестом "Марынефтегазстрой", начальник управления производственно-технологического комплектования    | генгешлик Дайхан Сакарчагинского этрапа Марыйского велаята.             | От Огузханского избирательного округа № 44 Марыйского велаята.                          |
| Нурбердыева Акджа Таджиевна            | заместитель Председателя Меджлиса Туркменистана                                                                               | город Ашхабад.                                                          | От Гекдепинского избирательного округа № 8 Ахалского велаята.                           |
| Овезов Закир Дурдыевич                 | начальник конторы газового хозяйства Сердарабатского этрапа                                                                   | генгешлик им.Балта Мурадова Сердарабатского этрапа Лебапского велаята.  | От Сердарабатского избирательного округа № 32 Лебапского велаята.                       |
| Оразгылыджов Оразмырат Бабаевич        | заведующий отделом образования хякимлика Акдепинского этрапа                                                                  | посёлок Акдепе Акдепинского этрапа Дашогузского велаята.                | От Акдепинского избирательного округа № 24 Дашогузского велаята.                        |
| Оратдыев Мердан Амангулыевич           | заместитель директора Байрамалыйской агробизнесшколы Туркменского сельскохозяйственного университета имени С. А. Ниязова      | город Ашхабад.                                                          | От Байрамалыйского избирательного округа № 46 Марыйского велаята.                       |
| Пакырова Огулбег                       | заведующая отделом культуры хякимлика Халачского этрапа                                                                       | генгешлик Пелверт Халачского этрапа Лебапского велаята.                 | От Халачского избирательного округа № 35 Лебапского велаята.                            |
| Палтаева Марал Караевна                | член Комитета Меджлиса Туркменистана по экономике и социальной политике                                                       | город Ашхабад.                                                          | От Парахатского избирательного округа № 3 города Ашхабада.                              |
| Сайыпов Нуретдин Батырович             | главный специалист отдела сельского хозяйства хякимлика этрапа Галкыныш                                                       | генгешлик Май этрапа Галкыныш Лебапского велаята.                       | От избирательного округа Галкыныш № 33 Лебапского велаята.                              |
| Сапаров Джелалетдин Джумамурадович     | заместитель начальника главного управления экономики и финансов хякимлика Дашогузского велаята                                | генгешлик имени Бируни этрапа имени С. А. Ниязова Дашогузского велаята. | От Губадагского избирательного округа № 25 Дашогузского велаята.                        |
| Таганов Хайтгелди                      | заведующий отделом хякимлика этрапа имени Гурбансолтан эдже Дашогузского велаята                                              | город Дашогуз Дашогузского велаята.                                     | От избирательного округа № 23 имени Гурбансолтан эдже Дашогузского велаята.             |
| Худайназаров Рахим Музрапович          | председатель дайханского объединения "Горелде" Саятского этрапа, арчин Човдурского генгешлика                                 | генгешлик Човдур Саятского этрапа Лебапского велаята.                   | От Саятского избирательного округа № 34 Лебапского велаята.                             |
| Хурменов Тачмаммед                     | главный редактор велаятской газеты "Балкан"                                                                                   | посёлок Этрек Этрекского этрапа Балканского велаята.                    | От Балканабатского избирательного округа № 14 Балканского велаята.                      |
| Шамухамедов Акмухаммет                 | член Комитета Меджлиса Туркменистана по законодательству                                                                      | город Ашхабад.                                                          | От Сакарчагинского избирательного округа № 43 Марыйского велаята.                       |
| Чарыев Ахмет Амангельдыевич            | председатель совета Молодёжной организации Туркменистана имени Махтумкули Тедженского этрапа                                  | город Теджен Ахалского велаята.                                         | От Тедженского избирательного округа № 12 Ахалского велаята.                            |
| Чашаев Овездурды Ташлиевич             | директор Марыйской ГРЭС | город Мары, посёлок им. Сапармурата Туркменбаши Марыйского велаята.     | От Марыйского избирательного округа № 39 Марыйского велаята.                            |
| Эзимова Огулгурбан Сапаргельдыевна     | заместитель хякима города Ашхабада                                                                                            | город Ашхабад.                                                          | От Азатлыкского избирательного округа № 5 города Ашхабада.                              |
| Эминов Акмухаммет Аннаевич             | начальник системы электросвязи этрапа Героглы                                                                                 | генгешлик имени С. А. Ниязова этрапа Героглы Дашогузского велаята.      | От избирательного округа Героглы № 22 Дашогузского велаята.                             |